# Anisolambda
Anisolambda (Ameghino 1901) è un genere estinto di mammiferi litopterni, appartenente ai proteroteriidi. Visse tra il Paleocene superiore e l'Eocene medio (circa 58 - 45 milioni di anni fa) e i suoi resti fossili sono stati ritrovati in Sudamerica.

## Descrizione
Questo animale è noto principalmente per resti fossili di mascelle, mandibole e denti, ed è quindi difficile ipotizzarne l'aspetto. I molari di Anisolambda erano di foggia primitiva, e assomigliavano molto a quelli dell'arcaico ed enigmatico Didolodus. Si distinguevano dai molari di quest'ultimo genere, tuttavia, per la presenza di un paraconide forte, in posizione interna, quasi identico per dimensioni al metaconide e separato da quest'ultimo da una stretta dentellatura.
Si suppone che Anisolambda fosse simile ai generi più recenti di proteroteriidi, come Diadiaphorus o Proterotherium, ma senza le notevoli specializzazioni degli arti.

## Classificazione
Il genere Anisolambda venne descritto per la prima volta da Florentino Ameghino nel 1901, sulla base di resti fossili di mandibole con denti ritrovate in terreni dell'Eocene inferiore dell'Argentina. Lo stesso Ameghino descrisse anche fossili di mascelle superiori che attribuì al genere Josepholeidya. Successive scoperte avvenute in terreni leggermente più antichi (Paleocene superiore) in Brasile, comprendenti mascelle e mandibole associate, hanno permesso di comprendere che Anisolambda e Josepholeidya appartenevano con tutta probabilità al medesimo genere. La specie tipo è Anisolambda fissidens, dell'Eocene inferiore-medio dell'Argentina. Leggermente più recente è A. amel, descritta da George Gaylord Simpson nel 1948.
Anisolambda è uno dei litopterni più antichi, e non gode di una posizione sistematica chiara a causa delle sue caratteristiche dentarie molto primitive. Si suppone che Anisolambda possa essere stato uno dei primi e più basali membri dei proteroteriidi, un gruppo di litopterni solitamente di piccole dimensioni, che nel corso della loro evoluzione svilupparono forme simili a cavalli (soprattutto per quanto riguarda le specializzazioni delle zampe). Anisolambda farebbe parte di una sottofamiglia a sé stante (Anisolambdinae) comprendente i proteroteriidi più arcaici; a volte questo clade è elevato al rango di famiglia (Anisolambdidae).